# نئاندرتال‌های جبل‌الطارق

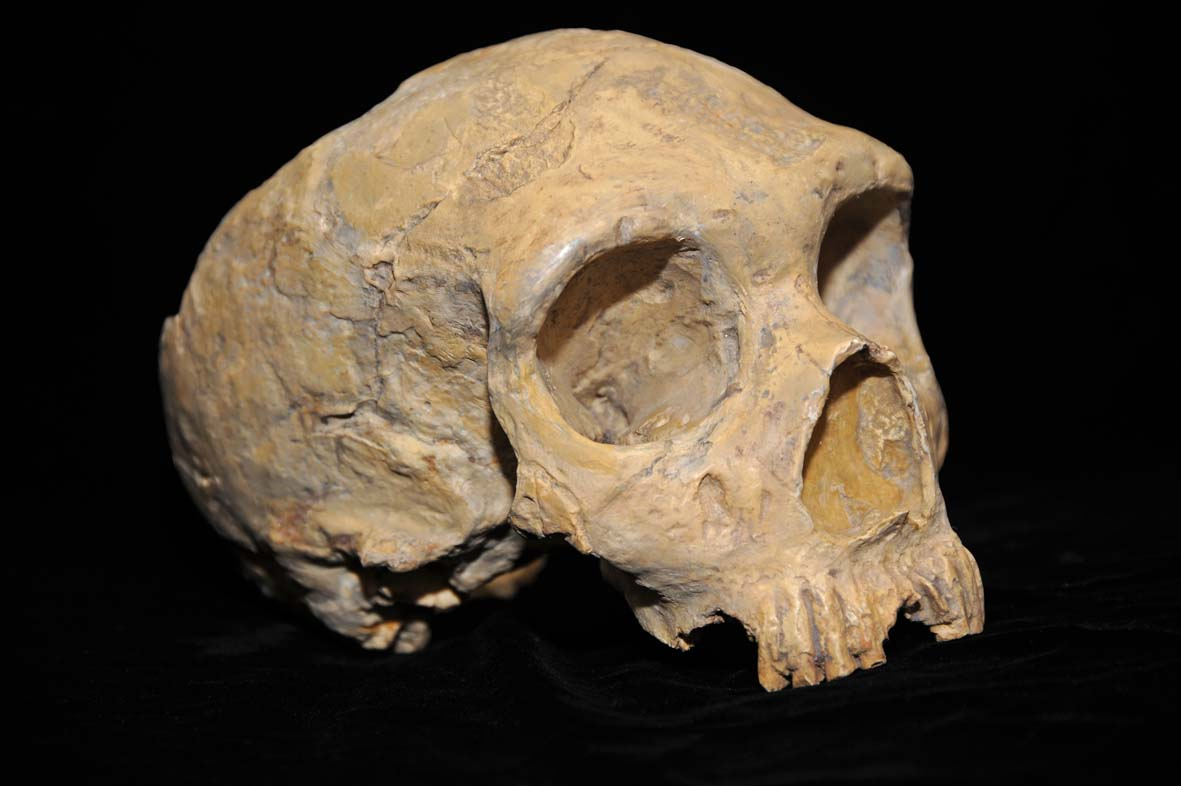
جمجمه جبل‌الطارق ۱، که در سال ۱۸۴۸ در معدن فوربس کشف شد، تنها دومین جمجمه نئاندرتال و اولین جمجمه نئاندرتال بالغ بود که تا به حال پیدا شد.

نئاندرتال‌های جبل‌الطارق (انگلیسی: Neanderthals in Gibraltar)، یکی از اولین نئاندرتال‌هایی بودند که توسط دانشمندان مدرن کشف شدند و بر اساس تعدادی از مطالعات انقراض که بر تفاوت‌های منطقه ای تأکید می‌کنند، در میان گونه‌های خود به خوبی مورد مطالعه قرار گرفته‌اند و معمولاً ادعا می‌کنند شبه جزیره ایبری تا حدی به عنوان «پناهگاهی» برای کاهش جمعیت نئاندرتال‌ها و جمعیت ئاندرتال‌های جبل الطارق به عنوان یکی از بسیاری از جمعیت‌ها رو به کاهش جمعیت انسان خردمند باستانی عمل می‌کردند که فقط تا حدود ۴۲۰۰۰ سال پیش وجود داشته است. بسیاری از دیگر جمعیت‌های نئاندرتال تقریباً در همان زمان منقرض شدند.